# Macrostemum multifarium
Macrostemum multifarium är en nattsländeart som först beskrevs av Walker 1852.  Macrostemum multifarium ingår i släktet Macrostemum och familjen ryssjenattsländor. Inga underarter finns listade i Catalogue of Life.